# マリア・テレジア・ヨーゼファ・フォン・エスターライヒ
マリア・テレジア・ヨーゼファ・シャルロッテ・ヨハンナ・フォン・エスターライヒ（ドイツ語: Maria Theresia Josepha Charlotte Johanna von Österreich, 1767年1月14日 - 1827年11月7日）は、ザクセン国王アントンの妃。

## 人物
トスカーナ大公レオポルド1世（のちの神聖ローマ皇帝レオポルト2世）とその妃マリア・ルドヴィカの長女として、フィレンツェで生まれた。マリア・テレジアに始まるハプスブルク＝ロートリンゲン家の男系の孫のうち第1女は「マリア・テレジア」と命名する慣行があり、先行する例に従い「マリア・テレジア・ヨーゼファ・シャルロッテ・ヨハンナ」と命名された。
1787年9月8日、マリア・テレジアはザクセン王子アントンと代理人を通じて結婚した。その後、同年10月18日にドレスデンで本人同士がそろっての結婚の宣誓が行われた。アントンは最初の妻であるサルデーニャ王女のマリア・カロリーネと1782年に死別していた。
モーツァルトのオペラ『ドン・ジョヴァンニ』はもともと、1787年10月14日の2人のプラハ訪問（ドレスデンからウィーンへ旅行する途中の滞在）の記念のために上演された。夫妻に献呈するためのリブレットの印刷もされていたが、マリア・テレジアの叔父ヨーゼフ2世の急な命令で『フィガロの結婚』に差し替えられた。『フィガロの結婚』は花嫁のためにふさわしくないと観客からみなされ、夫妻は上演が全幕終わるまで観ることなく早々に劇場を後にした。モーツァルトはこの事件を取り巻く奸計にひどく憤慨し、その旨を友人のゴットフリート・フォン・ヤッキーンに宛てた1787年に10月15日から25日の間の手紙に書き連ねている。
マリア・テレジアの生涯には悲劇が相次いだ。まず彼女の4人の子がみな夭折した。次に彼女はザクセン王妃の身分に、義兄フリードリヒ・アウグスト1世が1827年5月に没してからわずか半年間しか即けなかった。最後に、ナポレオン戦争の結果として、ザクセンは領土を大幅に失ったのである。
マリア・テレジアは1827年11月7日にライプツィヒで没した。

## 子女
マリア・テレジアとアントンは4人の子を儲けた。いずれもドレスデンで生まれ、2歳までに夭折した。
- マリア・ルードヴィカ（Maria Ludovika Auguste Fredericka Therese Franziska Johanna Aloysia Nepomucena Ignatia Anna Josepha Xaveria Franziska de Paula Barbara, 1795年3月14日 - 1796年4月25日）
- フリードリヒ・アウグスト（Frederick Augustus, 1796年4月5日出生、その日のうちに死去）
- マリア・ヨハンナ（Maria Johanna Ludovica Anna Amalia Nepomucena Aloysia Ignatia Xaveria Josepha Franziska de Chantal Eva Apollonia Magdalena Crescentia Vincentia, 1798年4月5日 - 1799年10月30日）
- マリア・テレジア（Maria Theresia, 1799年10月15日出生、その日のうちに死去）